# ليوناردو لافال
ليوناردو لافال (بالإسبانية: Leonardo Lavalle)‏ مواليد 14 يوليو 1967 في مدينة مكسيكو، هو لاعب كرة مضرب مكسيكي سابق بدأ مسيرته كمحترف سنة 1985 وكان يلعب باليد اليسرى، اعتزل اللعب في 1998. أعلى تصنيف له في الفردي كان المركز الـ 51 في سنة 1986. سبق أن شارك في دورة الألعاب الأولمبية الصيفية. مثل وطنه في دورة الألعاب الاولمبية الصيفية 1992 في برشلونة، حيث هزم في الدور ربع النهائي.

## روابط خارجية
- ليوناردو لافال على موقع رابطة محترفي التنس (الإنجليزية)
- ليوناردو لافال على موقع الاتحاد الدولي لكرة المضرب (الإنجليزية)
- ليوناردو لافال على موقع كأس ديفيز (الإنجليزية)
- ليوناردو لافال على موقع خلاصة التنس.كوم (الإنجليزية)
- ليوناردو لافال على موقع أوليمبيديا (الإنجليزية)